# Stazione di Chiari
Stazione di Chiari vasútállomás Olaszországban, Lombardia régióban, Chiari településen.

## Vasútvonalak
Az állomást az alábbi vasútvonalak érintik:
- Milánó–Velence-vasútvonal

## Kapcsolódó állomások
A vasútállomáshoz az alábbi állomások vannak a legközelebb:
- Stazione di Rovato (Milánó–Velence-vasútvonal, kelet)
- Stazione di Cividate al Piano-Calcio (Milánó–Velence-vasútvonal, nyugat)